# Juan Carlos Heredia
Juan Carlos Heredia, né le 1er mai 1952 à Córdoba (Argentine), est un footballeur international espagnol qui jouait au poste d'attaquant. Il possède la double nationalité argentine et espagnole.

## Biographie

### Clubs
Juan Carlos Heredia débute dans le championnat argentin avec le club de CA Belgrano en 1971. Il joue ensuite avec Rosario Central en 1972.
Heredia joue ensuite six saisons au FC Barcelone où il remporte la Coupe d'Espagne en 1978 et la Coupe des coupes en 1979.

### Équipe nationale
Juan Carlos Heredia joue trois matchs avec l'équipe d'Espagne.
Il joue son premier match le 15 novembre 1978 contre la Roumanie, match comptant pour les éliminatoires de l'Euro 1980.

## Palmarès
Avec le FC Barcelone :
- Vainqueur de la Coupe d'Europe des vainqueurs de coupe en  1979
- Vainqueur de la Coupe d'Espagne en 1978